# Marcel Rol

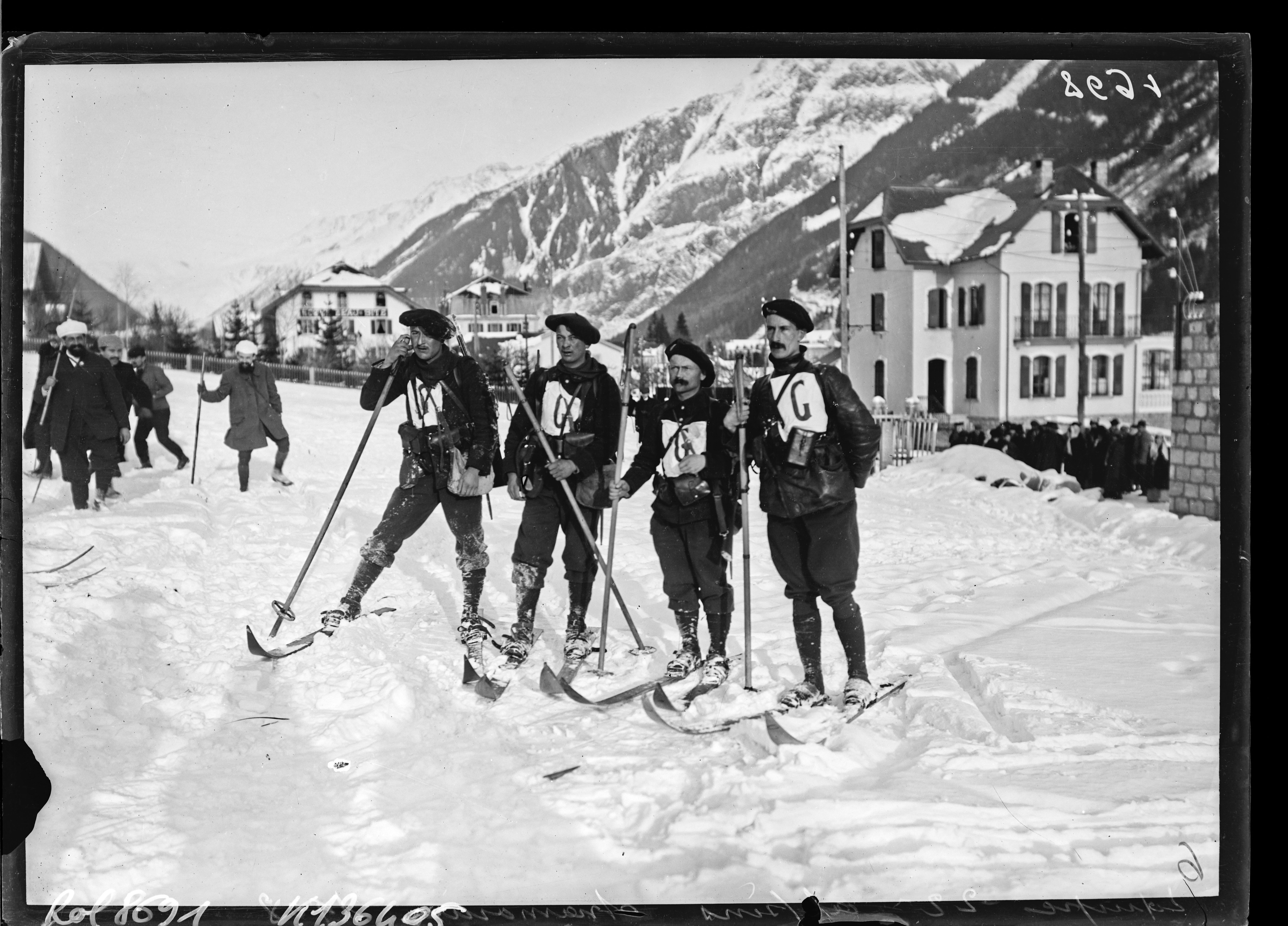
Mezinárodní mistrovství Chamonix, agenturní fotografie, leden 1908

Marcel Rol (26. listopadu 1876 Vaison-la-Romaine – 17. září 1905 Carpentras) byl francouzský novinář, sportovní a novinářský fotograf. V roce 1904 založil zpravodajskou fotografickou agenturu Rol (Agence Rol).

## Životopis
Byl synem Denise Josepha Rolla a Geneviève Liffrandové a oženil se s Marií Magdeleine Praudovou.
Agenturu Rol založil fotograf v roce 1904 V prvním roce existence společnost řídili Marcel Rol a Louis Tresca. Nacházela se na adrese rue Joubert 37 v Paříži (9. obvod). První fotografie agentury Rol-Tresca se objevily ve sportovním časopise Armes et Sports v lednu 1904. Po rozpadu první společnosti v roce založil Rol druhou agenturu s názvem Marcel Rol et Cie v prosinci 1904. Umístění agentury zůstalo stejné. Po Marcelově smrti 17. září 1905 , to je Denis Rol, jeho otec, do té doby účetní společnosti, převzal otěže agentury. Na začátku roku 1908 se agentura přestěhovala na adresu rue Richer 4, kterou neopustila až do roku 1937. Denis Rol zemřel 11. července 1910. Jeho manželka Mathilde, Marcelova matka, pak agenturu řídila až do dubna 1923. Mathilde Rol (rozená Liffrand) poté agenturu prodala fotografovi Georgesi Devredovi (1887–1932), který pro agenturu pracoval od roku 1911. Georges Devred byl ředitelem agentury v letech 1923 až 1932. Agentura pokračovala ve své činnosti po smrti Georgese Devreda, aniž by byla známa jména jejích vůdců. Poslední fotografie agentury se objevily v červnu 1937.
Agentura byla nejprve fotografickou agenturou specializující se na sportovní zpravodajství (cyklistika, box, letectví...), ale postupně rozšiřovala své reportáže o všechny aspekty zpravodajství. Zabývala se různými tématy, ale hlavně týkající se Francie, ať už to byly události politické, sociální, ekonomické, kulturní nebo sportovní: cyklistický závod Tour de France, módní fotografie, automobily a letectví, ale také témata jako první světová válka nebo Světová výstava roku 1937. Agentura Rol rovněž informovala o diplomatickém životě: návštěvy hlav států, oficiální ceremonie atd.
Marcel Rol zemřel ve věku 28 let při autonehodě 17. září 1905 Collomb poblíž Carpentras. Vracel se z reportáže v Mont Ventoux, kde jako zvláštní specialista na zbraně a sport fotografoval celý den.
Dne 23. března 1937 tisková agentura Meurisse, fotografická zpravodajská agentura založená v Paříži v roce 1909 Louisem Meurisseem, se spojila s agenturou Rol a Mondial (založena v roce 1932), aby odolávala mezinárodní konkurenci. Nová agentura měla název SAFRA a poté SAFARA. Ta přešla v roce 1945 pod kontrolu společnosti Monde et Caméra, pak Sciences-Film, která všechny tyto sbírky prodala Národní knihovně v roce 1961.